# Phacellodomus maculipectus
Phacellodomus maculipectus е вид птица от семейство Furnariidae.

## Разпространение
Видът е разпространен в Аржентина и Боливия.